# Massimo Ghirotto
Massimo Ghirotto (født 25. juni 1961 i Boara Pisani) er en tidligere italiensk landevejscykelrytter.